# Урас (Италия)
Урас (итал. Uras) — коммуна в Италии, располагается в регионе Сардиния, подчиняется административному центру Ористано.
Население составляет 3106 человек, плотность населения составляет 78,91 чел./км². Занимает площадь 39,36 км². Почтовый индекс — 9099. Телефонный код — 0783.
Покровительницей коммуны почитается святая Мария Магдалина, празднование 22 июля.